# 성일운수
성일운수는 경기도 부천시의 시내버스 운송 업체이고, 본사는 경기도 부천시 상일로 46 (상동)에 있다.

## 연혁
2008년 10월 28일 경기도 부천시 원미구 상동에서 설립되었으며, 2019년 10월 1일 33번 버스를 인수하였다.

## 현황
2021년 1월 기준이다.
| 운행업체 | 보유 노선수 | 보유 노선수 | 보유 노선수 | 보유 노선수 | 보유 노선수 | 등록 대수 | 등록 대수 | 등록 대수 | 등록 대수 | 등록 대수 |
| -------- | ----------- | ----------- | ----------- | ----------- | ----------- | --------- | --------- | --------- | --------- | --------- |
| 운행업체 | 노선 합계   | 광역급행    | 직행좌석    | 일반좌석    | 시내일반    | 대수 합계 | 광역급행  | 직행좌석  | 일반좌석  | 시내일반  |
| 성일운수 | 1           | -           | -           | -           | 1           | 4         | -         | -         | -         | 4         |

## 운행 노선

#### 도시형버스
- ● 33번: 송내역 - 자동차매매단지 - 송내고등학교 - 상동고등학교 - 벚꽃마을 - 상동중학교, 상일고등학교 - 부천정보산업고등학교 - 하얀,백송마을 - 행복한마을,푸른마을/상일중학교 - 홈플러스 상동점 - 부천터미널 소풍 - 진달래,다정한마을
- ● 52번: 상동회차지 - 웅진플레이도시 - 홈플러스 상동점 - 부천시청역 - 신중동역 - 원미고등학교 - 대성병원 - 원미초등학교 - 소사역 - 역곡역 - 유한대학교 - 성공회대학교 - 온수역 (옛 012-1번. 저상버스 운행)
- ● 66번: 옥길동(제이드카운티.헤일라움) - 옥길단독2블럭 - 자이,호반베르디움 - 소사고등학교 - 소새울역 - 소사역 - 부천역 - 부천대학교 - 부천소방서 - 신중동역 - 부천시청역 - 상동역 - 행복한마을 , 푸른마을 - 부천정보산업고등학교 - 벛꽃마을 - 자동차매매단지 - 송내역 (67번과 통합)(저상버스 운행)

## 보유 차종

#### 현대자동차
- 현대 그린시티
- 현대 뉴 슈퍼 에어로시티
- 현대 저상 뉴 슈퍼 에어로시티
- 현대 일렉시티